# Pete Wade
Herman Bland «Pete» Wade (Norfolk, 16 de diciembre de 1934-Hendersonville, 27 de agosto de 2024) fue un guitarrista estadounidense. Trabajó como músico de estudio en Nashville, tocando en numerosos éxitos, entre ellos «Crazy Arms» de Ray Price, «He Stopped Loving Her Today» de George Jones y «Fist City» de Loretta Lynn. Fue considerado parte de The Nashville A-Team.

## Biografía
Herman Bland «Pete» Wade nació en Norfolk, Virginia, el 16 de diciembre de 1934. Cuando tenía 19 años, se mudó a Nashville para ser guitarrista. Durante su viaje a Nashville, sólo tenía 3 dólares, su maleta, dos sándwiches de jamón (olvidó los sándwiches en un autobús) y los números de teléfono de Don Helms y Jerry Rivers. Helms ayudó a Wade a unirse a los Cherokee Cowboys, la banda de Ray Price. De 1954 a 1964, Wade estuvo de gira con Price, tocó la guitarra con los Cherokee Cowboys, y se le atribuye haber ayudado a establecer el «sonido arrastrado» de la música de Price. También tocó la guitarra principal en los Country Deputies con Faron Young en 1957 y 1958, reemplazando a Johnny y Jimmy Lee Fautheree. A finales de la década de 1960, Wade era un músico de estudio a tiempo completo. Su carrera incluyó tocar en canciones como «Crazy Arms», «He Stopped Loving Her Today», «Mountain of Love», «Fist City», «Harper Valley PTA» y «Delta Dawn».
Actuó junto a Bobby Bare y Margie Bowes en la 30.ª serie anual de conciertos de verano en Nashville en 1966. Como miembro de Nashville Guitars, actuó como parte de los Premios Grammy de 1967.
En 1976, el capítulo de Nashville de la Academia Nacional de Artes y Ciencias de la Grabación incluyó a Wade entre los 22 artistas nombrados ese año como parte de la «Superpicker Band '76». Formó parte del grupo de artistas de sesión de Nashville conocido como The Nashville A-Team por los miles de discos en los que aparece su música. También recibió un certificado en 1975 por su trabajo como músico de sesión en canciones que alcanzaron el número uno en las listas ese año.
Era conocido por mantener un cuaderno con copias de las composiciones musicales de las secciones de las canciones que tocó a lo largo de su carrera.
En 1990, abrió el Pete Wade's Music Hall y el Oak Tree Restaurant en Springfield (Tennessee). Los músicos Loretta Lynn, Kitty Wells, Johnny Wright, Vic Willis y Don Helms ayudaron a iniciar la construcción de ambos negocios. En 1991, las actuaciones se transmitieron en vivo los sábados por la noche en la emisora WDBL.
La Reunión de Artistas Profesionales seleccionó a Wade como el mejor músico en su banquete de la CMA en 2002. El Salón de la Fama de la Música Country honró a Wade en 2016 como parte de su serie sobre «Nashville Cats».
Murió por complicaciones de una cirugía de cadera en la casa de su hija en Hendersonville (Tennessee), el 27 de agosto de 2024, a la edad de 89 años.